# Mieko Harada
Mieko Harada (jap. 原田 美枝子 Harada Mieko; ur. 26 grudnia 1958) – japońska aktorka i powieściopisarka.
Urodzona w Tokio, debiutowała w 1974 r. w filmie reżyserii Miyoji'ego Ieki pt.: Koi wa midori no kaze no naka. Dwa lata później pojawiła się w Lullaby of the Earth w reżyserii Yasuzō Masumury. Jej rola w tym filmie została oceniona bardzo wysoko. W 1988 r. za podwójną rolę matki i córki w Begging for Love Hideyukiego Hirayamy prawie wszystkie japońskie festiwale przyznały jej nagrodę za interpretację roli kobiecej. Dwa lata później w filmie Snay, za rolę Yuki-onna, jak również za rolę w filmie Shikibu Monogatari reżyserowanym przez Kei Kumai, zdobyła Nagrodę Japońskiej Akademii Filmowej (jap. 日本アカデミー賞 Nippon Akademī-shō) dla najlepszej aktorki.
W 1980 r. napisała scenariusz, zajmowała się produkcją i równocześnie zagrała w filmie reżyserowanym przez Tatsumiego Kumashiro Mr.Mrs.Ms. Lonely. W następnych latach poświęciła się pisaniu powieści, ujawniając swój talent pisarski w całej pełni.

## Filmografia
- Dororo (2007)
- The Uchôten Hoteru (2006)
- Semishigure (2005)
- Bôkoku no îgisu (2005)
- Hinokio (2005)
- Hanochi (2004)
- „Ninjo todokemasu Edo” (2003)
- Inuyasha - Kagami no naka no mugenjou (2002)
- Koinu dan no monogatari (2002)
- Out (2002)
- Mokuyo kumikyoku (2002)
- Kita no kuni kara 2002 yuigon (2002) (TV)
- Ori ume (2002)
- Tobo (2002)
- Off-Balance (2001)
- Hatsukoi (2000)
- Tenki yohô no koibito (2000)
- Po deszczu (Ame agaru) (1999)
- Gakkô no kaidan 4 (1999)
- Niji no misaki (1999)
- Onna keiji Riko megami (1998)
- Ai o kou hito (1998)
- Shinano no Columbo (1998)
- „Nemureru mori” (1998)
- Eno nakano bokuno mura (1996)
- Chounouryoku-sha - Michi eno tabibito (1994)
- Kowagaru hitobito (1994)
- Musuko (1991)
- Sutoroberi rodo (1991)
- Shikibu monogatari (1990)
- Sny (Yume) (1990)
- Tsuribaka nisshi 2 (1989)
- Teito monogatari (1988)
- Kokushi muso (1986)
- Persian blue no shôzô (1986)
- Kataku no hito (1986)
- Bakumatsu seishun graffiti: Ronin Sakamoto Ryoma (1986)
- Ran (1985)
- Bakumatsu seishun graffiti: Fukuzawa Yukichi (1985)
- Chichi to ko (1983)
- „Kita no kuni kara” (1981)
- Danpu wataridori (1981)
- Misuta, Misesu, Misu Ronri (1980)
- Tonda kappuru (1980)
- Ah! Nomugi toge (1979)
- Jigoku (1979)
- Sono go no jingi naki tatakai (1979)
- Ako-Jo danzetsu (1978)
- Torakku yarô: Totsugeki ichiban hoshi (1978)
- Seishun no satsujin sha (1976)
- Permanent Blue: Manatsu no koi (1976)
- Daichi no komoriuta (1976)
- Honô no shôzô (1974)
- Koi wa midori no kaze no naka (1974)